# Mascaromyia hutsoni
Mascaromyia hutsoni är en tvåvingeart som beskrevs av Grichanov 1996. Mascaromyia hutsoni ingår i släktet Mascaromyia och familjen styltflugor. Inga underarter finns listade i Catalogue of Life.